# الأب الغني والأب الفقير
الأب الغني الأب الفقير (بالإنجليزية: Rich Dad Poor Dad)‏ هو كتاب من تأليف الكاتب الأمريكي روبرت كيوساكي بالاشتراك مع شارون إل.ليتشر. وموضوعه هو التأكيد على أهمية الاستقلال المالي وبناء الثروة عن طريق شرح العديد من الوسائل كالإستثمار وامتلاك الأصول والإستثمار بها والبدء في مشروع تجاري بالإضافة إلى كيفية تنمية الذكاء المالي لتحسين الآداء المالي والتجاري. كتب روبرت الكتاب على هيئة حكايات رمزية قائمة على أحداث حدثت بالفعل في حياته منذ الطفولة.
حقق الكتاب انتشاراً كبيراً على المستوى العالمي وترجم لمعظم لغات العالم ومنها العربية.

## ملخص الكتاب
يحكي الكاتب قصة طفولته، الموزعة بين نصائح أبيه الأستاذ الجامعي والذي يرمز له في الكتاب بلقب الأب الفقير، وبين نصائح والد صديقه مايك، رجل الأعمال العصامي والذي يرمز له في الكتاب بلقب الأب الغني. يسرد الكتاب طفولة الكاتب وهو يتعلم كيف يحصل على المال ويكتسبه، مع مقارنة دائمه ما بين وضعي والده الأكاديمي الجامعي، ووالد صديقه العملي التجاري.
ومن أهم مواضيع الكتاب:
- توضيح ما هو الفرق بينَ الأصول والالتزامات.
- ما يعلّمه الأثرياء ولا يعلّمه الفقراء وأفراد الطبقة الوسطى لأبنائهم عن المال.
- نفيّ المعتقد السائد بأن منزلك يعد من الأصول، ولكنه من الأعباء.
- الأهمية الكبيرة للذكاء الاقتصادي ومساوئ الجهل الاقتصادي.
- الدور الكبير الذي تلعبه المشاريع التجارية القوية والمهارات الاقتصادية والممارسة والخبرة في النجاح الاقتصادي.
- أهمية مهارات الإدارة والإستثمار وضرورتهم لتحقيق النجاح والتميز وسط المجتمع الرأسمالي.
- أهمية الإستثمار وإدارة الأعمال في التحكم في مستقبلك الاقتصادي.

وأعتمد كيوساكي في تأليف كتابه على رؤية أستاذه السابق د/بوكمينستر فولر عن الثروة، وهي أن الثروة يتم حسابها بعدد الأيام التي سيكفيك فيها العائد الذي يأتيك من الأصول التي تمتلكها وأن الاستقلال المالي يتحقق عندما يتخطى هذا العائد الشهري نفقاتك الشهرية أي يكفيها ويزيد.

## المدح والدعم الذي لاقاه الكتاب
باع الكتاب أكثر من 32 مليون نسخة وتلقى الكثير من ردود الأفعال الإيجابية. فقد تحدثت الإعلامية الشهيرة أوبرا وينفري عن الكتاب في برنامجها. وأيضا من داعمي الكتاب من المشاهير الممثل الشهير ويل سميث الذي قال أنه عن طريق الكتاب أستطاع تعليم ابنه عن المسئولية المالية. وأيضا مدح البليونير الأمريكي ورئيس الولايات المتحدة الأمريكية دونالد ترامب الكتاب موازنا بينه وبين كتابه فن عقد الصفقات الذي كان مصدر إلهام لكيوساكي. ثم تعاون ترامب مع كيوساكي في عام 2006 تعاون أدبي وأصدرا معا كتاب أطلقا عليه «لماذا نريدك ثرياً، رجلان ورسالة واحدة» وأصدرا أيضا كتاباً آخر أسمياه «اللمسة السحرية: لماذا يصبح بعض رواد الأعمال أغنياء ولماذ الا يفعل أغلبهم» في عام 2011. وصف رائد الأعمال والمستثمر الشهير في مجال الأزياء دايموند جون الكتاب بأنه واحد من أكثر الكتب المفضلة لديه. قام مغني الراب الشهير بيغ كيه ار أي تي Big K.R.I.T بغناء أغنية أسماها «الأب الغني والأب الفقير» ولكن لا يوجد لها أي علاقة بالكتاب.

## نجاح النشر
تم نشر الكتاب بالأصل ذاتياً في عام 1997 قبل أن يتم انتقاؤه تجاريا ليصبح أكثر الكتب مبيعا في صحيفة نيويورك تايمز. وقد باع منذ ذلك الحين أكثر من 32 مليون نسخة وأصبح اسماً مألوفا. وفي كتابه الصوتي اختار أن تكون غنيا ، قال كيوساكي إن كل ناشر رفضه، ورفض بارنز ونوبل تخزين الكتاب في البداية.
فوضع تركيزه على البرامج الحوارية والظهور بالبرامج الإذاعية، حيث كان لعرض أوبرا وينفري أكبر تأثير على مبيعات الكتب. وفي أبريل/نيسان 2017، تم نشر طبعة الذكرى العشرين لـ  وفي مقدمة إصدار الذكرى العشرين هذه، يؤكد روبرت ت. كيوساكي أنه تم بيع ما يقدر بـ 40 مليون نسخة من الكتاب في جميع أنحاء العالم.

## النقد الذي وجه إليه
يقول الناقد جون تي ريد عن الكتاب "كتاب الأب الغني والأب الفقير يحتوي على العديد من النصائح الخاطئة والسيئة والخطيرة. والتي قد تكون منافية للأخلاق" ويقول أيضاً "أن الأب الغني والأب الفقير هو أسخف كتاب عن النصائح المالية رأيته في حياتي، فهو يحتوي على العديد من الأخطاء والأحداث غير المستحبة التي من المفترض انها حدثت. ومن ناحيته قام كيوساكي بالرد على بعض كلام ريد.